# John White Alexander
John White Alexander (1856-1915) est un artiste peintre, décorateur et illustrateur américain.

## Biographie

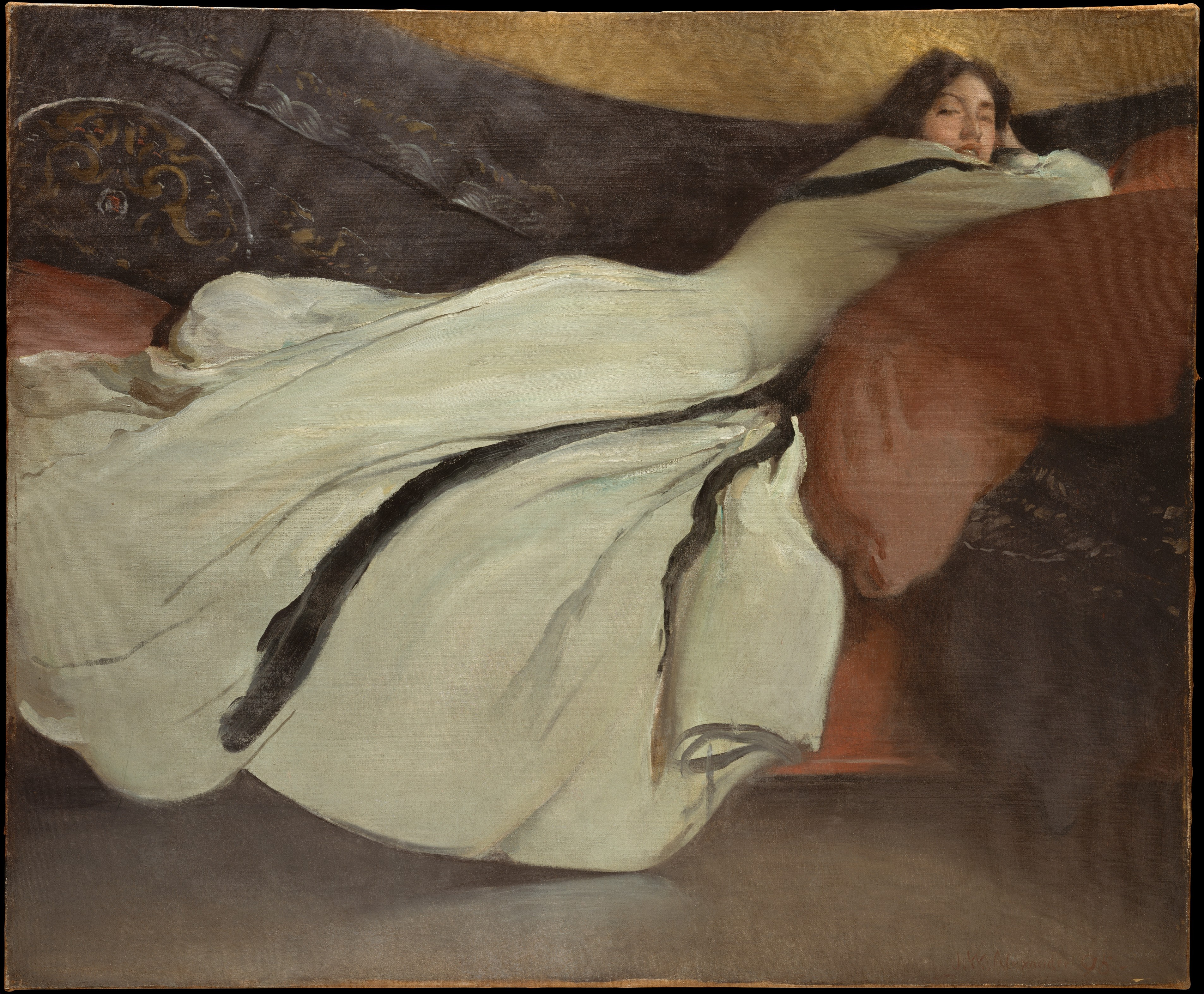
Repose, huile sur toile, 1895, New York, The Met.

John White Alexander naît à Allegheny (actuelle banlieue de Pittsburgh), en Pennsylvanie le 7 octobre 1856 et perd ses parents très jeune. Il est élevé par ses grands-parents. Âgé de douze ans, il devient télégraphiste, à la Pacific and Atlantic Telegraph. Ses employeurs repèrent ses talents de dessinateur. Le jeune Alexander, 18 ans, part s'installer à New York où il trouve à s'employer comme dessinateur au Harper's Weekly. En 1877, il décide de partir pour Munich et se former à l'art de peindre. Il croise le chemin de Frank Duveneck ; les deux jeunes gens en manque d'argent résident dans le village de Polling, en Bavière. Alexander part ensuite pour Venise et se lie d'amitié avec Whistler. Il poursuit son apprentissage à Florence, puis remonte vers les Pays-Bas et enfin arrive à Paris.
En 1881, il retourne à New York et se lance dans le portrait de personnalités, telles que Oliver Wendell Holmes, John Burroughs, Henry Gurdon Marquand (en), Robert Alan Mowbray Stevenson, ou encore James McCosh (en), président de Princeton University. Il épouse Elizabeth Alexander, qui porte le même patronyme que lui, et qui lui fut présentée en partie à cause de cette homonymie. Elle est la fille de l'un des hommes les plus puissants du pays, James Waddell Alexander, président de l'Equitable Life Assurance Society, première société d'assurance américaine. Le couple n'aura qu'un enfant, James Waddell Alexander II, devenu mathématicien.
Alexander revient régulièrement à Paris pour y exposer. En 1893, il fait une entrée remarquée au salon de la Société nationale des beaux-arts, avec ses Portrait gris et Portrait noir. Il expose à ce salon chaque année jusqu'en 1899. Il rejoint en 1898 l'International Society of Sculptors, Painters and Gravers et expose à Londres la même année, un portrait, The Green Girl. En juin 1899, il rejoint la Société nouvelle de peintres et de sculpteurs fondée par Gabriel Mourey et expose à leur salon,.
En 1900, il est élu président de l'Académie américaine des beaux-arts (National Academy of Design).
Il meurt à New York le 31 mai 1915.